# Języki wschodniopapuaskie
Języki wschodniopapuaskie – hipotetyczna fyla języków papuaskich, którą zaproponował Stephen Wurm (1972). Istnienie takiej grupy genetycznej nie jest powszechnie akceptowane.
Do języków wschodniopapuaskich należą następujące języki: anêm, baining, baniata, bilua, buin, butam, dororo, eivo, guliguli, keriaka, konua, lavukaleve, nasioi, panaras, savosavo, siwai, taulil, wasi.
Jest to przede wszystkim grupa geograficzna. Pokrewieństwo tych języków nie zostało udowodnione, ale wykazują one pewne podobieństwa w zakresie typologii.